# Narenbaolage
Narenbaolage (kinesiska: 那仁宝拉格, 那仁宝拉格苏木) är en socken i Kina. Den ligger i den autonoma regionen Inre Mongoliet, i den norra delen av landet, omkring 470 kilometer nordost om regionhuvudstaden Hohhot. Antalet invånare är 3203. Befolkningen består av 1 398 kvinnor och 1 805 män. Barn under 15 år utgör 10,0 %, vuxna 15-64 år 84 %, och äldre över 65 år 4,0 %.
Genomsnittlig årsnederbörd är 325 millimeter. Den regnigaste månaden är juli, med i genomsnitt 78 mm nederbörd, och den torraste är januari, med 3 mm nederbörd.